# Valeria Spälty
Valeria Claudia Spälty (* 24. Juni 1983 in Glarus) ist eine Schweizer Curlerin. Sie spielte für den Davos Curling Club.

## Karriere
Valeria Spälty begann 1992 mit dem Curlingsport.
Bereits bei den Juniorinnen sammelte sie erste internationale Erfahrung, konnte diese aber erst in der Elite in Medaillen umsetzen.
An der EM 2004 in Sofia, der EM 2005 in Garmisch-Partenkirchen sowie den Olympischen Winterspielen 2006 in Turin gewann Spälty im Team Ott spielend jeweils Silber. Spälty ist die jüngste Olympiamedaillengewinnerin im Curling. Sie wurde Schweizer Meisterin 2002 (Junioren), 2006, 2008, 2009.
Bei der WM 2008 im kanadischen Vernon gewann sie die Bronzemedaille zusammen mit ihren Teamkolleginnen Janine Greiner, Carmen Schäfer und Mirjam Ott, im Dezember 2008 die Goldmedaille bei der Curling-Europameisterschaft in Örnsköldsvik, Schweden.

## Auszeichnungen
Nach dem Gewinn der olympischen Silbermedaille wurde 2006 eine Strasse in ihrer Wohngemeinde Riedern ihr zu Ehren umbenannt. Die Valeria-Spälty-Strasse befindet sich in der Dorfmitte.
| Season  | Skip           | Third                 | Second         | Lead            | Events                                                              |
| ------- | -------------- | --------------------- | -------------- | --------------- | ------------------------------------------------------------------- |
| 2002–03 | Valeria Spälty | Jacqueline Greiner    | Petra Feldmann | Ursina Pünchera | 2002 WJCC 5th place                                                 |
| 2003–04 | Valeria Spälty | Jacqueline Greiner    | Petra Feldmann | Ursina Pünchera |                                                                     |
| 2004–05 | Mirjam Ott     | Binia Feltscher-Beeli | Valeria Spälty | Michele Moser   | 2004 Silver Europeans; 2005 7th Worlds; 2005 Olympic Trials Winner  |
| 2005–06 | Mirjam Ott     | Binia Feltscher-Beeli | Valeria Spälty | Michele Moser   | 2005 Silver Europeans; 2006 Silver Olympics; 2006 National Champion |
| 2006–07 | Mirjam Ott     | Binia Feltscher-Beeli | Valeria Spälty | Janine Greiner  | 2006 Bronze Europeans                                               |
| 2007–08 | Mirjam Ott     | Carmen Schäfer        | Valeria Spälty | Janine Greiner  | 2007 4th Europeans; 2008 3rd Worlds; 2008 National Champion         |
| 2008–09 | Mirjam Ott     | Carmen Schäfer        | Valeria Spälty | Janine Greiner  | 2008 EUROPEAN CHAMPION; 2009 5th Worlds; 2009 National Champion     |

## Privates
Spälty studierte Sportwissenschaft und Psychologie an der Universität Bern und Prävention/Gesundheitsförderung an der Hochschule Luzern. Ebenso machte sie die Weiterbildung zur Sporttherapeutin.